# Dolores Holve
Dolores Marta Holve, auch Doris Holve, (* 5. April 1924 in Eschweiler bei Aachen, Deutschland; † 12. Juli 1996 in Nabiac, New South Wales, Australien) war eine deutsche Tänzerin und Filmschauspielerin der 1940er Jahre.

## Leben und Wirken
Dolores Holve erhielt eine Tanzausbildung, ehe sie im Kriegsjahr 1940 im Alter von 16 Jahren als Tänzerin an die Berliner Spielstätten Theater des Volkes und Komische Oper berufen wurde. Dort trat sie bis zur von Propagandaminister Joseph Goebbels verfügten Schließung sämtlicher reichsdeutschen Bühnen 1944 auf. Zwischenzeitlich fand Dolores Holve auch den Weg vor die Kamera und wirkte ab 1942 anfänglich mit sehr kleinen, ab 1943 mit mittelgroßen Nebenrollen in einer Reihe von Unterhaltungsfilmen mit.
Gleich nach Kriegsende kehrte sie zur Bühne zurück und trat von 1945 bis 1948 als Solotänzerin, diesmal an der nunmehr von Walter Felsenstein gegründeten Neuen Komischen Oper, auf. Gegen Ende ihrer tänzerischen Karriere hin, wirkte Holve auch noch in zwei frühen west- wie ostdeutschen Nachkriegsfilmen mit. Die Tänzerin und Schauspielerin blieb bis mindestens in die 1960er Jahre hinein in Berlin-Lichterfelde ansässig, ehe sie später nach Australien auswanderte, wo sie 1996 in einem kleinen Küstenörtchen verstarb.

## Filmografie (komplett)
- 1942: Der große Schatten
- 1943: Fritze Bollmann wollte angeln…
- 1944: Der Majoratsherr
- 1944: Das Hochzeitshotel
- 1944/54: Ein toller Tag
- 1945: Die Brüder Noltenius
- 1945: Kamerad Hedwig
- 1948: Unser Mittwoch Abend
- 1949: Unser täglich Brot

## Hörspiele (Auswahl)
- 1947: Aristophanes: Lysistrata (Melitta) – Regie: Hanns Korngiebel (Hörspielbearbeitung – RIAS Berlin)